# 名犬ラッシー/ラッシーの“愛こそすべて”
『名犬ラッシー/ラッシーのラッシーの“愛こそすべて”』（Hanford's Point）は、エリック・ナイト作の『名犬ラッシー』を原作とした1968年のアメリカ合衆国のファミリードラマテレビ映画。アメリカで1954年から1974年まで放送された『名犬ラッシー』のシーズン14のエピソード「Hanford's Point part1-3」を一つにした作品である。ロバート・ブレイ、トニー・ダウ、ジャン＝マイケル・ヴィンセント出演。
日本では1989年にアポロン音楽工業からビデオが発売された。

## あらすじ
観光客誘致の一環として行われる自然と触れ合い楽しむレジャー施設を建設する計画のため、相棒のラッシーと共に自然豊かな田舎町に訪れた森林警備隊のコーリー・スチュアートは、現地のスタッフのダン・ピーターソンからこの計画を進めるために土地を買収する必要があると説明される。そして所有者の多くは実業家のため納得してくれるはずだが、ドリューとクリスのハンフォード兄弟が住む土地は、2人が父親の遺言により相続したため簡単には応じないと言われる。ドクターと呼ぶカラスや犬のデカと暮らすドリューとクリスは、学校の新学期が始まるまでに自分たちの土地に家を建てるため、2人で協力して作業をしていた。2人は責任感があり働き者な好青年だが父親譲りの頑固さを持ち意見を曲げようとしないため、彼らの友人ルーシー・ウェイドの父親で実業家であるトムなど2人に対して良い印象を持たない大人も少なからずいた。
話し合いが一段落したコーリーはラッシーを気分転換させるため林の中に放し、ラッシーは自然の中を走り回る。そこでドクターと戯れるデカに会ったラッシーは彼に気に入られ、2匹はドクターそっちのけでドリューとクリスの家まで一緒に行く。作業中の2人に挨拶したラッシーが帰るため道を歩いているとき、遊び仲間が取られたことを妬いたドクターにちょっかいを出されて地面の深い穴に落下してしまう。偶然通りかかったルーシーが発見してドリューとクリスに助けを求めたため、ラッシーは引き上げられて救出される。ルーシーと別れた2人は、ラッシーを知る人を探しにボートで町に向かう。後見人であるバーナビーの店を訪れた2人は、彼からラッシーが森林警備隊の車に乗っているのを見かけたことを知らされる。バーナビー・コーネルからの連絡を受けて店に来たコーリーは2人に礼を言い、さらに訪問して聞く予定だった土地買収の件も彼らに話す。断固拒否の姿勢を示す2人に、コーリーは後日土地に訪れて詳細を話すことを約束する。

## キャスト
※括弧内は日本語吹替
- ラッシー
- コーリー・スチュアート - ロバート・ブレイ（英語版）（堀勝之祐）
- ドリュー・ハンフォード - トニー・ダウ（英語版）（速水奨）
- クリス・ハンフォード - ジャン＝マイケル・ヴィンセント（飛田展男）
- ルーシー・ウェイド - バーバラ・ハンター（玉川砂記子）
- トム・ウェイド - ロバート・ロックウェル（池田勝）
- イービー・ウェイド - ボニータ・グランヴィル（宗形智子）
- バーナビー・コーネル - カール・スウェンソン（英語版）（上田敏也）
- ダン・ピーターソン - レイ・ヘンフィル（喜多川拓郎）
- クライド - ジェームズ・マカリオン（小島敏彦）
- エド・ブライス医師 - ジョン・アーチャー（英語版）（小島敏彦）

## スタッフ
- 監督：ジャック・B・ヒヴリー
- 脚本：ロバート・シェイファー、エリック・フリーウォルド
- 製作：ロバート・ゴールデン
- 製作総指揮：ジャック・ラザー
- 撮影監督：ロバート・F・スパークス
- 編集：ジグムンド・ニューフェルド・Jr
- 音楽：ネイサン・スコット

日本語版スタッフ
- 翻訳：磯村愛子
- 演出：田島荘三
- 効果：PAG
- 調整：近藤勝之
- スタジオ：コスモスタジオ
- 制作：斉藤誠、コスモプロモーション